# Personalisatie (informatica)
Personalisatie omvat een geheel van methoden en technieken om gebruikers informatie aan te bieden, die voor hen op maat gegenereerd wordt.

## Voorbeeld
Een voorbeeld om het nut van personalisatie aan te duiden is het volgende:
Stel, twee gebruikers geven bij een zoekmachine een identieke zoekquery in: "Sint Servaaskerk Maastricht". Normaal gesproken zou men deze gebruikers dezelfde zoekresultaten retourneren.
Maar stel nu dat je van de eerste gebruiker weet dat hij zojuist een hotel in Maastricht gereserveerd op het internet, en ook de website van de Maastrichtse VVV heeft bezocht. Waarschijnlijk is deze gebruiker dus geïnteresseerd in toeristische informatie over de Sint Servaaskerk.
Van de tweede gebruiker weten we dat hij surft vanuit het geschiedenisdepartement van een universiteit. Deze gebruiker zal waarschijnlijk eerder geïnteresseerd zijn in historische informatie over dezelfde kerk.
Met een goed personalisatie-algoritme kan deze personen informatie op maat aangeboden worden. Hierbij moet dan o.a. gekeken kunnen worden naar de webgeschiedenis van de betreffende personen, hetgeen als een privacyschending gezien kan worden.

## Technieken
De bekendste personalisatietechnieken zijn:
- Rule-based personalization: personalisatie gebaseerd op een aantal vaste 'regels'.
- Content-based personalization: personalisatie gebaseerd op de interessegeschiedenis van een bepaalde gebruiker waarbij soortgelijke informatie wordt aangeboden.
- Collaborative filtering: personalisatie gebaseerd op de interessegeschiedenis van een bepaalde gebruiker waarbij informatie wordt aangeboden die gebruikers die lijken op deze gebruiker ook interessant vonden.

## Toepassingen
Veel portaalsites maken gebruik van personalisatie. Ook zoekmachines onderzoeken personalisatie als mogelijk interessante techniek.
Een andere bekende toepassing is die van collaborative filtering binnen de electronic commerce, waarbij gebruikers aanbevelingen krijgen op basis van hun koopgedrag.

## Problemen
Uiteraard kent personalisatie momenteel ook nog problemen en bezwaren. De implementatie van de algoritmes is verre van uitgekristalliseerd. Daarnaast zijn er nog ethische bezwaren over het vastleggen van een gebruikersgeschiedenis (privacy). Ook zijn er nog problemen met het interpreteren van profielen. Immers, historici gaan ook op vakantie...